# Russula sororia
Russula sororia Fr., Epicrisis Systematis Mycologici (Upsaliae): 359 (1838).
La Russula sororia è una specie molto simile alla Russula pectinata, che si distingue per l'odore diverso (spermatico) e per l'habitat (pinete marittime).

## Descrizione della specie
Cappello
3-6 fino 12 cm di diametro, prima convesso, poi appianato, infine con una depressione centrale.
cuticolaviscida per l'umidità, color seppia o bruno scuro, di rado biancastra, staccabile per la metà.
marginesolcato, con piccole e basse verruche.
Lamelle
Non molto larghe, mediamente fitte, da adnate a leggermente arrotondate al gambo, biancastre con il filo imbrunente.
Gambo
cilindrico, abbastanza regolare, bianco grigiastro.
Carne
Grigiastra, abbastanza compatta.
- Odore:  rancido, simile al formaggio Camembert.
- Sapore: pepato.

Spore
7–9 x 5–7 µm, color crema chiaro in massa, ellissoidali con verruche alte più di 0,7 µm, unite da linee sottili, ma non da reticolo.

## Habitat
Fruttifica nelle radure dei boschi di latifoglie, in estate.

## Commestibilità
Non commestibile per via dell'odore sgradevole e del sapore pepato.

## Etimologia
Il nome deriva dal latino sororius, della sorella.

## Sinonimi e binomi obsoleti
- Russula consobrina var. intermedia Cooke, Handbook of British Fungi, 2 ed.: 329 (1889)
- Russula consobrina var. sororia (Fr.) Gillet, Epicrisis Systematis Mycologici (Upsaliae): 359 (1838) [1836]